# Пинсвэ

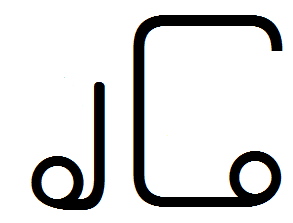
Пинсхвэ и йисхвэ

Пинсвэ (пинсхвэ) и йисхвэ — сокращёное разговорное название комбинированных диакритических знаков «япинуасхвэ» и «яйиуасхвэ» в бирманском языке. Знаки встречаются относительно редко и употребляются только с несколькими буквами. В пали и санскрите не используются.
| Инициаль | Транскрипция | Салоупау             | Пример                  |
| -------- | ------------ | -------------------- | ----------------------- |
|          | Чва          | Каджияпинуасхвэчва   | Чвэ - буйвол            |
|          | Чва          | Каджияйиуасхвэчва    | Чвейчво - кричать       |
|          | Чхва         | Кхагвэяпинуасхвэчхва | Чхвэ - слюна            |
|          | Чхва         | Кхагвэяйиуасхвэчхва  | Чхвей - экономить       |
|          | Пьу          | Пазауяйиуасхвэпьу    | Пьу - насос             |
|          | Мва          | Маяйиуасхвэмва       | Мвэй - змея             |
|          | Хмва         | Маяйиуасхвэхатхохмва | Хмва - делить на дольки |